# Наволок (Лужский район)
Наволок — деревня в Скребловском сельском поселении Лужского района Ленинградской области.

## История
Впервые упоминается в писцовых книгах Шелонской пятины 1501 года, как деревня Наволок — 10 обеж у озера Череменца в Петровском погосте Новгородского уезда.
В XVII веке в деревне была помещичья усадьба, принадлежавшая дворянскому роду Неплюевых.
Деревня Наволок обозначена на карте Санкт-Петербургской губернии 1792 года А. М. Вильбрехта.
В 1802 году усадьбу купил тайный советник коллегии иностранных дел Гаврила Семёнович Зимин.
Деревня Наволок, состоящая из 48 крестьянских дворов и при ней усадьба помещика Лоде, упоминаются на карте Санкт-Петербургской губернии Ф. Ф. Шуберта 1834 года.

БОЛЬШОЙ НАВОЛОК — деревня, приналежит Ораниенбаумскому дворцовому ведомству, число жителей по ревизии: 83 м. п., 85 ж. п.

чиновнице 9-го класса Черкасовой, число жителей по ревизии: 82 м. п., 80 ж. п.

МАЛЫЙ НАВОЛОК — деревня, приналежит Ораниенбаумскому дворцовому ведомству, число жителей по ревизии: 31 м. п., 32 ж. п.

коллежскому советнику фон Лоде, число жителей по ревизии: 15 м. п., 17 ж. п. (1838 год)

Деревня Наволок из 48 дворов отмечена на карте профессора С. С. Куторги 1852 года.

НАВОЛОК — деревня Ораниенбаумского дворцового правления, по просёлочной дороге, число дворов — 44, число душ — 173 м. п. (1856 год)

НАВОЛОК — деревня Дворцового ведомства при озере Череменецком, число дворов — 54, число жителей: 130 м. п., 158 ж. п. (1862 год)

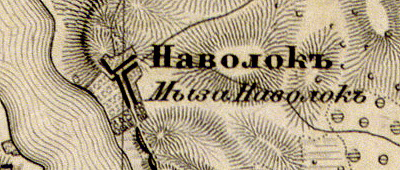
Деревня Наволок на карте 1863 года

Согласно карте из «Исторического атласа Санкт-Петербургской Губернии» 1863 года в деревне Наволок располагалась одноимённая мыза.
Согласно материалам по статистике народного хозяйства Лужского уезда 1891 года мыза Наволок площадью 140 десятин принадлежала купцу К. Я. Палю, мыза была приобретена в 1886 году за 20 500 рублей. В мызе были ягодный и фруктовый сады, парники, оранжерея и 2 грунтовых сарая для шпанских вишен.
В XIX веке деревня административно относилась ко 2-му стану Лужского уезда Санкт-Петербургской губернии, в начале XX века — к Югостицкой волости 5-го земского участка 4-го стана.
По данным «Памятной книжки Санкт-Петербургской губернии» за 1905 год деревни Большой Наволок и Малый Наволок образовывали Наволокское сельское общество, 609 десятин земли в деревне принадлежали мануфактурному советнику Карлу Яковлевичу Палю.
С 1917 по 1923 год деревня Наволок входила в состав Наволокского сельсовета Югостицкой волости Лужского уезда.
С 1923 года, в составе Передольской волости.
С 1924 года, в составе Югостицкого сельсовета.

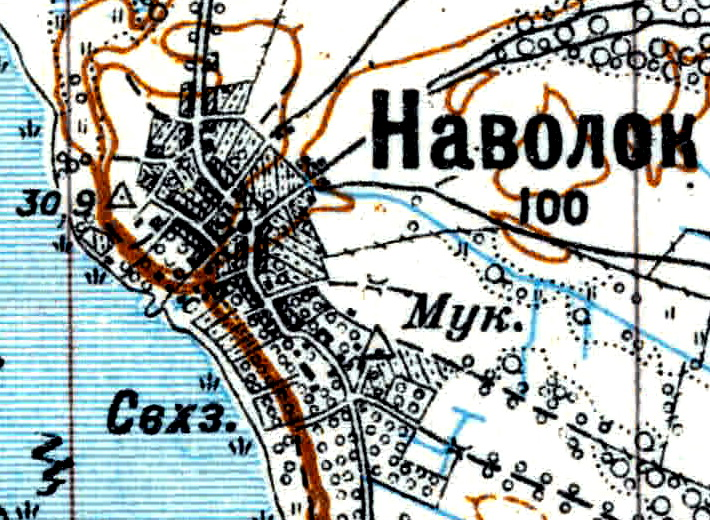
Деревня Наволок на карте 1926 года

Согласно топографической карте 1926 года деревня насчитывала 100 дворов. В деревне был организован одноимённый совхоз. На восточной окраине деревни находилась мукомольная мельница, в центре деревни — часовня.
С 1927 года, в составе Лужского района.
С 1928 года, вновь в составе Наволокского сельсовета.
По данным 1933 года деревня Большой Наволок являлась административным центром Наволокского сельсовета Лужского района, в который входили 10 населённых пунктов: деревни Большой Наволок, Дубровка, Заозерье, Малый Наволок, Петровско-Бабы, Репьи, Стрешево, Щегоще, Югостицы и хутор Солнцев Берег, общей численностью населения 2130 человек.
По данным 1936 года в состав Наволокского сельсовета входили 8 населённых пунктов, 372 хозяйства и 7 колхозов, административным центром сельсовета была деревня Наволок.
C 1 августа 1941 года по 31 января 1944 года деревня находилась в оккупации.
С 1950 года, в составе Бутковского сельсовета.
В 1961 году население деревни Наволок составляло 487 человек.
По данным 1966 года деревня Наволок также входила в состав Бутковского сельсовета.
По данным 1973 и 1990 годов деревня Наволок входила в состав Скребловского сельсовета.
В 1997 году в деревне Наволок Скребловской волости проживали 168 человек, в 2002 году — 156 человек (русские — 95 %).
В 2007 году в деревне Наволок Скребловского СП проживали 160 человек.

## География
Деревня расположена в южной части района на автодороге 41К-143 (Бор — Югостицы).
Расстояние до административного центра поселения — 18 км.
Расстояние до ближайшей железнодорожной станции Луга I — 20 км.
Деревня находится на восточном берегу Череменецкого озера.

## Демография
| 1838 | 1862 | 1961 | 1997 | 2007 | 2010 | 2017 |
| ---- | ---- | ---- | ---- | ---- | ---- | ---- |
| 425  | ↘288 | ↗487 | ↘168 | ↘160 | ↗164 | ↘148 |

## Достопримечательности
Каменная часовня во имя святого апостола Иоанна Богослова, 1891 года постройки, архитектор В. А. Фельдман, действующая.

## Известные уроженцы
Неплюев, Иван Иванович (5 [15] ноября 1693 — 11 [22] ноября 1773) — русский адмирал, дипломат из рода Неплюевых, устроитель Южного Урала.

## Улицы
Аистов Луг, Барская, Кофейный переулок, Парковая, Полевая, Придорожная, Приозёрная, Садовый переулок, Совхозная, Цветочный переулок, Центральная.

## Садоводства
Наволок.